# Chromios (Mykener)
Chromios (altgriechisch Χρόμιος Chrómios) ist in der griechischen Mythologie ein Kämpfer aus Mykene, der während des Trojanischen Krieges auf der Seite der Griechen kämpfte. Er wurde vor Troja von Eurypylos erschlagen.

## Nachweise
1. ↑  Quintus von Smyrna 6,616